# Церова (Крушевац)
Церова је насељено место града Крушевца у Расинском округу. Према попису из 2022. било је 299 становника (према попису из 1991. било је 424 становника).

## Демографија
У насељу Церова живи 316 пунолетних становника, а просечна старост становништва износи 41,3 година (38,8 код мушкараца и 44,0 код жена). У насељу има 103 домаћинства, а просечан број чланова по домаћинству је 3,89.
Ово насеље је великим делом насељено Србима (према попису из 2002. године), а у последња три пописа, примећен је пад у броју становника.
|  |

| Демографија | Демографија | Демографија |
| Година      | Становника  | Становника  |
| ----------- | ----------- | ----------- |
| 1948.       | 624         |             |
| 1953.       | 632         |             |
| 1961.       | 591         |             |
| 1971.       | 502         |             |
| 1981.       | 447         |             |
| 1991.       | 424         | 399         |
| 2002.       | 401         | 423         |

| Етнички састав према попису из 2002.‍ | Етнички састав према попису из 2002.‍ | Етнички састав према попису из 2002.‍ | Етнички састав према попису из 2002.‍ | Етнички састав према попису из 2002.‍ |
| ------------------------------------ | ------------------------------------ | ------------------------------------ | ------------------------------------ | ------------------------------------ |
|                                      |                                      |                                      |                                      |                                      |
| Срби                                 | Срби                                 |                                      | 398                                  | 99,25%                               |
| Црногорци                            | Црногорци                            |                                      | 2                                    | 0,49%                                |
| Роми                                 | Роми                                 |                                      | 1                                    | 0,24%                                |
| непознато                            | непознато                            |                                      | 0                                    | 0,0%                                 |

| Година пописа     | 1948. | 1953. | 1961. | 1971. | 1981. | 1991. | 2002. |
| ----------------- | ----- | ----- | ----- | ----- | ----- | ----- | ----- |
| Број домаћинстава | 115   | 121   | 124   | 125   | 115   | 108   | 103   |

| Број чланова      | 1  | 2  | 3  | 4  | 5  | 6  | 7 | 8 | 9 | 10 и више | Просек |
| ----------------- | -- | -- | -- | -- | -- | -- | - | - | - | --------- | ------ |
| Број домаћинстава | 13 | 20 | 12 | 16 | 19 | 13 | 5 | 5 | 0 | 0         | 3,89   |

| Пол    | Укупно | Неожењен/Неудата | Ожењен/Удата | Удовац/Удовица | Разведен/Разведена | Непознато |
| ------ | ------ | ---------------- | ------------ | -------------- | ------------------ | --------- |
| Мушки  | 164    | 37               | 116          | 9              | 2                  | 0         |
| Женски | 168    | 20               | 115          | 32             | 1                  | 0         |
| УКУПНО | 332    | 57               | 231          | 41             | 3                  | 0         |

| Пол    | Укупно                    | Пољопривреда, лов и шумарство | Рибарство                            | Вађење руде и камена | Прерађивачка индустрија       |
| ------ | ------------------------- | ----------------------------- | ------------------------------------ | -------------------- | ----------------------------- |
| Мушки  | 87                        | 38                            | 0                                    | 0                    | 34                            |
| Женски | 36                        | 19                            | 0                                    | 0                    | 5                             |
| УКУПНО | 123                       | 57                            | 0                                    | 0                    | 39                            |
| Пол    | Производња и снабдевање   | Грађевинарство                | Трговина                             | Хотели и ресторани   | Саобраћај, складиштење и везе |
| Мушки  | 1                         | 0                             | 5                                    | 0                    | 3                             |
| Женски | 1                         | 0                             | 2                                    | 1                    | 1                             |
| УКУПНО | 2                         | 0                             | 7                                    | 1                    | 4                             |
| Пол    | Финансијско посредовање   | Некретнине                    | Државна управа и одбрана             | Образовање           | Здравствени и социјални рад   |
| Мушки  | 0                         | 1                             | 1                                    | 0                    | 0                             |
| Женски | 2                         | 2                             | 1                                    | 1                    | 0                             |
| УКУПНО | 2                         | 3                             | 2                                    | 1                    | 0                             |
| Пол    | Остале услужне активности | Приватна домаћинства          | Екстериторијалне организације и тела | Непознато            | Непознато                     |
| Мушки  | 0                         | 0                             | 0                                    | 4                    | 4                             |
| Женски | 1                         | 0                             | 0                                    | 0                    | 0                             |
| УКУПНО | 1                         | 0                             | 0                                    | 4                    | 4                             |